# Heinrich Geffcken
Heinrich Geffcken (Berlino, 1865 – Colonia, 1916) è stato un giurista tedesco.
Figlio di Friedrich Heinrich Geffcken, fu docente all'Università di Rostock dal 1898 al 1903 prima di passare all'Università di Colonia. Fu autore di varie opere di diritto privato e pubblico.